# Prix du Gouverneur général : littérature jeunesse de langue anglaise - texte
Voici une liste des lauréats du prix littéraire du Gouverneur général dans la catégorie littérature jeunesse de langue anglaise - texte. Ce prix fut décerné pour la première fois en 1987, en même temps que le prix du Gouverneur général : littérature jeunesse de langue française - texte.
Entre 1949 à 1958, un prix fut décerné dans la catégorie « Littérature juvénile ».

## «Littérature juvénile».
- 1949 - R.S. Lambert, Franklin of the Arctic
- 1950 - Donald Dickie, The Great Adventure
- 1951 - John F. Hayes, A Land Divided
- 1952 - Marie McPhedran, Cargoes on the Great Lakes
- 1953 - John F. Hayes, Rebels Ride at Night
- 1954 - Marjorie Wilkins Campbell, The Nor'westers
- 1955 - Kerry Wood, The Map-Maker
- 1956 - Farley Mowat, Lost in the Barrens
- 1957 - Kerry Wood, The Great Chief
- 1958 - Edith L. Sharp, Nkwala

## «Littérature jeunesse».
- 1987 - Morgan Nyberg, Galahad Schwartz and the Cockroach Army
- 1988 - Welwyn Wilton Katz, The Third Magic
- 1989 - Diana Wieler, Bad Boy
- 1990 - Michael Bedard, Redwork
- 1991 - Sarah Ellis, Pick-Up Sticks
- 1992 - Julie Johnston, Hero of Lesser Causes
- 1993 - Tim Wynne-Jones, Some of the Kinder Planets
- 1994 - Julie Johnston, Adam and Eve and Pinch-Me
- 1995 - Tim Wynne-Jones, The Maestro
- 1996 - Paul Yee, Ghost Train
- 1997 - Kit Pearson, Awake and Dreaming
- 1998 - Janet Lunn, The Hollow Tree
- 1999 - Don Gillmor, The Christmas Orange
- 2000 - Deborah Ellis, Looking for X
- 2001 - Arthur Slade, Dust
- 2002 - Martha Brooks, True Confessions of a Heartless Girl
- 2003 - Glen Huser, Stitches
- 2004 - Kenneth Oppel, Airborn
- 2005 - Pamela Porter, The Crazy Man
- 2006 - William Gilkerson, Pirate's Passage
- 2007 - Iain Lawrence, Gemini Summer
- 2008 - John Ibbitson, The Landing
- 2009 - Caroline Pignat, Greener Grass: The Famine Years
- 2010 - Wendy Phillips (écrivaine), Fishtailing
- 2011 - Christopher Moore, From Then to Now: A Short History of the World
- 2012 - Susin Nielsen, The Reluctant Journal of Henry K. Larsen
- 2013 - Teresa Toten, The Unlikely Hero of Room 13B
- 2014 - Raziel Reid, When Everything Feels Like the Movies
- 2015 - Caroline Pignat, The Gospel Truth
- 2016 - Martine Leavitt, Calvin
- 2017 - Cherie Dimaline, Pilleurs de rêves (The Marrow Thieves)
- 2018 - Jonathan Auxier, Sweep: The Story of a Girl and her Monster
- 2019 - Erin Bow, Stand on the Sky
- 2020 - Eric Walters, The King of Jam Sandwiches
- 2021 - Philippa Dowding, Firefly
- 2022 - Jen Ferguson, The Summer of Bitter and Sweet[1]